# Esdras Parra
Esdras Parra (Santa Cruz de Mora, 13 de julio de 1939 - Caracas, 18 de noviembre de 2004) fue una poetisa, ensayista, narradora y traductora transgénero venezolana. 

## Biografía
Nació en Santa Cruz de Mora, Estado Mérida en 1939. Fue fundadora de la revista Imagen, en la cual trabajó como editora por varios años. Mantuvo una constante presencia en el mundo literario a través de publicaciones periódicas y como promotora cultural. Después de haber elegido el género femenino y luego de un largo silencio editorial, publica poesía.
Dejó varios poemas y textos inéditos, al igual que dibujos, actividad a la que se dedicó en sus últimos años. Falleció en Caracas el 18 de noviembre de 2004.

## Obra publicada

### Narrativa
- El insurgente (1967).
- Por el norte el mar de las Antillas (1968).
- Juego limpio (1968).

### Poesía
- Este suelo secreto (Monte Ávila Editores) (1995).
- Antigüedad del frío (2001).
- Aún no (2004).

## Premios
- Premio de Poesía de la II Bienal Mariano Picón Salas Mérida, Venezuela (1993).

- Datos: Q5488684